# Syndroom van Lennox-Gastaut
Het syndroom van Lennox-Gastaut is een kinderepilepsiesyndroom dat zich openbaart bij kinderen van twee tot drie jaar. Patiëntjes vertonen bij vermoeidheid of beginnende slaap krampaanvallen of vallen met een klap voor- of achterover (drop attacks). Het lichaam spant zich in een boog achterover, de ogen draaien weg en de adem lijkt te stokken.

## Verloop
Het syndroom Lennox-Gastaut komt bij minder dan 10% van de kinderen (onder vijf jaar) met epilepsie voor. Jongetjes hebben het drie maal zo vaak als meisjes. Lennox-Gastaut kan het begin zijn van epilepsie, maar het kan ook een eerder geval van het syndroom van West opvolgen bij eenzelfde persoon. Aanvallen van meer dan dertig minuten komen bij het syndroom van Lennox-Gastaut meer voor dan bij andere vormen van epilepsie. De frequentie wisselt. Aanvallen kunnen met periodes dagelijks voorkomen en met periodes dagenlang totaal niet. Het grootste gedeelte van de patiëntjes heeft een matige tot zware verstandelijke handicap.
Lennox-Gastaut kan voortkomen uit het syndroom van West, uit een aanlegstoornis of infectie van het zenuwstelsel, een hersenbeschadiging (zoals tubereuze sclerose) of een hersenbloeding. Ook kan perinatale asfyxie een rol spelen. Er zijn geen aanwijzingen dat het syndroom erfelijk is. Prenatale diagnostiek is niet mogelijk.

## Behandeling
De epileptische aanvallen kunnen in enkele gevallen verminderd worden met anti-epileptica. Bij onbehandelbare drop attacks wordt soms de hersenbalk doorgesneden, om te voorkomen dat epileptische ontladingen van de ene naar de andere hersenhelft doorslaan.
Het syndroom dankt zijn naam aan de Amerikaanse neuroloog William G. Lennox en de Fransman Henri Gastaut.